# 峨眉萤属
峨眉萤属（学名：Emeia）是鞘翅目萤科的一属，属名因模式种三叶虫萤最早于中国四川省峨眉山被发现，故名。为中国特有属。目前发现2种：
- 三叶虫萤 Emeia pseudosauteri （Geisthardt，2004）
- Emeia pulchra Zhu & Zhen，2022